# 阪神住建
株式会社阪神住建（はんしんじゅうけん）は、大阪市福島区に本社を置く不動産会社。

## 概要
独立系の不動産会社である。大阪市内を中心に分譲マンション「キングマンション」の開発や、スパワールドの運営を手掛ける。
社名に「阪神」を冠し、本社も阪神電鉄野田駅前にあるが、阪神電気鉄道および阪急阪神東宝グループとは無関係である。

## 事業内容
- 不動産事業
  - 分譲マンション：「キングマンションシリーズ」
    - キングマンション堂島川 - 当社が開発した超高層マンション。高さ142m、1998年6月竣工当時は福島区内で最も高い建築物であった。

  - 賃貸事業
    - マンション：「ハイグレードマンション」「アルグラッドシリーズ」
    - オフィス・ソシアルビル

  - 投資用不動産事業・PM事業：「アッシュシリーズ」
- アミューズメント事業
  - スパワールド
- スポーツ関連事業
  - ゴルフ練習場「阪神ゴルフセンター」
  - 「阪神マリーナ」
  - 「阪神フットサルコート」
- 再生可能エネルギー事業
  - 太陽光発電（メガソーラー）：全国32ヶ所、41.79MW[3]
  - 風力発電事業：
- ホテル事業
  - ビジネスホテル「ホテルコード心斎橋」
  - ホステル「ホワイトホステル心斎橋」

## グループ会社
- 株式会社阪神総合管理
- 株式会社阪神住建不動産販売
- 岩崎産業株式会社